# Ela Darling
Ela Darling (San José, California; 23 de julio de 1986) es una actriz pornográfica estadounidense.

## Biografía
Darling, nombre artístico de Rebecca Gail Krznarich, nació en julio de 1986 en la ciudad californiana de San José, ubicada en el Condado de Santa Clara. Nació en el seno de una familia de ascendencia alemana, croata y danesa. A muy pronta edad, se mudó hasta Denton (Texas), donde acudió al instituto. Más tarde, fue alumna de la Universidad de Texas en Dallas, donde se graduó en Psicología forense. Tiene, así mismo, un Máster en Biblioteconomía por la Universidad de Illinois.
Su primer trabajo fue como camarera en la cadena de restaurantes Waffle House Empezó en la industria del entretenimiento para adultos trabajando como en vídeos amateur de temática softcore, fetichista y bondage a los 22 años de edad. Decidió dar un paso más en esta faceta y entró en la industria pornográfica en 2009, a los 23 años de edad.
Como actriz porno, se ha destacado por sus actuaciones en película de temática lésbica en producciones de Evil Angel, Girlfriends Films, Adam & Eve, Filly Films, Sweetheart Video, Kick Ass, Digital Sin o Zero Tolerance.
Su nombre artístico procede de la combinación de elementos del mundo literario. Ela, modificación del nombre de la escritora Zelda Fitzgerald y Darling, por los personajes Wendy Darling, de Peter Pan, y de Jessica Darling, personaje de las novelas de Megan McCafferty.
Ela Darling es, además, una apasionada de las nuevas tecnologías y de la realidad virtual. Defiende que estas puedan ser usadas en el futuro en el desarrollo de nuevas facetas en el mundo del cine porno y entrar en una dinámica del 3-D en el cine X.
En el año 2016 estuvo nominada en los Premio XBIZ en la categoría de Artista lésbica del año.
Se retiró en 2017, habiendo grabado algo más de 180 películas como actriz.
Algunas películas de su filmografía son Babes In Toyland, Deep Kissing Lesbians 2 - Passionate Farewell, Ela and Draven, Lesbian Bush Worship, Lesbian Stepmother, Live Nerd Girls, Missogyny 2, The Muse o Therapy.

## Premios y nominaciones
| Año  | Ceremonia                   | Resultado | Premio                                   | Trabajo                                               |
| ---- | --------------------------- | --------- | ---------------------------------------- | ----------------------------------------------------- |
| 2015 | Premios AVN                 | Nominada  | Premio fan: Artista más estrafalaria     | —                                                     |
| 2016 | Spank Bank Awards           | Nominada  | Born To Hand Job                         | —                                                     |
| 2016 | Spank Bank Awards           | Nominada  | Fucking Nerd of the Year                 | —                                                     |
| 2016 | Spank Bank Awards           | Nominada  | Pussy Eating Princess of the Year        | —                                                     |
| 2016 | Spank Bank Awards           | Nominada  | Masturbator of the Year                  | —                                                     |
| 2016 | Spank Bank Technical Awards | Ganadora  | The Slut of Slytherin                    | —                                                     |
| 2016 | Spank Bank Technical Awards | Ganadora  | Virtual Reality Vixen                    | —                                                     |
| 2016 | Premios XBIZ                | Nominada  | Artista lésbica del año                  | —                                                     |
| 2017 | Premios XBIZ                | Nominada  | Estrella Crossover del año               | —                                                     |
| 2017 | Premios XBIZ                | Nominada  | Mejor escena de sexo en película parodia | Ten Inch Mutant Ninja Turtles and Other Porn Parodies |
| 2017 | Spank Bank Awards Technical | Ganadora  | VR Star of the Year                      | —                                                     |
| 2018 | Premios XBIZ                | Ganadora  | Estrella Crossover del año               | —                                                     |
| 2019 | Premios AVN                 | Nominada  | Premio fan: Estrella mediática           | —                                                     |
| 2019 | Premios XBIZ                | Nominada  | Estrella Crossover del año               | —                                                     |
| 2020 | Premios XBIZ                | Nominada  | Mejor escena de sexo en realidad virtual | The Black Box Collection Season                       |